# Церковщина (Калузька область)
Церковщина (рос. Церковщина) — присілок в Спас-Деменському районі Калузької області Російської Федерації.
Населення становить 95 осіб. Входить до складу муніципального утворення Присілок Снопот.

## Історія
Від 2004 року входить до складу муніципального утворення Присілок Снопот

## Населення
| 2002 | 2007 | 2010 |
| ---- | ---- | ---- |
| 158  | ↘139 | ↘95  |